# Osmate
Osmate är en ort och frazione i kommunen Cadrezzate con Osmate i provinsen Varese i regionen Lombardiet i Italien. 
Osmate upphörde som kommun den 15 februari 2019 och bildade med den tidigare kommunen Cadrezzate den nya kommunen Cadrezzate con Osmate. Den tidigare kommunen hade 818 invånare (2018).